# Jacobus Marinus Pijnacker Hordijk
Jacobus Marinus Pijnacker Hordijk (Drumpt, 27 april 1842 - 's-Gravenhage, 9 augustus 1918) was een Nederlands politicus.
Pijnacker Hordijk was een koloniaal woordvoerder van de liberalen en vrijzinnig-democraten rond 1900. Hij was in Nederlands-Indië werkzaam in de landbouw en als bestuurder en werd na zijn repatriëring in 1891 in het district Den Haag tot Tweede Kamerlid gekozen. Hij kwam uit een voorname Tielse familie en was een oudere broer van Cornelis Pijnacker Hordijk, die Gouverneur-Generaal, minister en Eerste Kamerlid was.
- Biografisch Portaal: 21087317
- International Standard Name Identifier: 0000 0003 9353 1128
- Nederlandse Thesaurus van Auteursnamen: 308297571
- Parlement.com: vg09ll568gti
- Virtual International Authority File: 287820657
- WorldCat: E39PBJptX6CGBkTQmJFGGCfXh3